# Modlitwa w Ogrójcu z Stryszowa
Modlitwa w Ogrójcu z Stryszowa – późnogotycka, drewniana płaskorzeźba w kościele parafialnym w Stryszowie, w powiecie wadowickim, w województwie małopolskim.

## Historia
Płaskorzeźba Modlitwa w Ogrójcu pierwotnie znajdowała się w kaplicy cmentarnej w Stryszowie, w barokowym ołtarzu. Kaplica została wybudowana w XIX wieku, ołtarz pochodzi z 1822 roku. Prawdopodobnie umieszczona była w środkowym polu tryptyku o tematyce pasyjnej. W 1985 roku została przeniesiona do kościoła parafialnego w Stryszowie. Znajduje się po prawej stronie nawy we wnęce .
Płaskorzeźba, późnogotycka z około 1500 roku, ze szkoły Wita Stwosza, odnowiona w 1856 roku. Autor wzorował się na dziele Wita Stwosza Modlitwa w Ogrójcu znajdującym się Muzeum Narodowym w Krakowie . Była też pierwowzorem płaskorzeźby znajdującej się w kaplicy pw. św. Antoniego w Stryszowie. W 1984 roku płaskorzeźbę poddano gruntownej konserwacji .

## Opis
Płaskorzeźba przedstawia klęczącego, modlącego się na skale Chrystusa, oraz trzech śpiących apostołów: św. Jana, św. Piotra i św. Jakuba. Po lewej stronie na górze widać Judasza i dwóch żołnierzy. Tło dopełniają pola w zielonym kolorze. Na dole napis „Renovatum 1856 / Pinxyt Sitarski” .

## Galeria

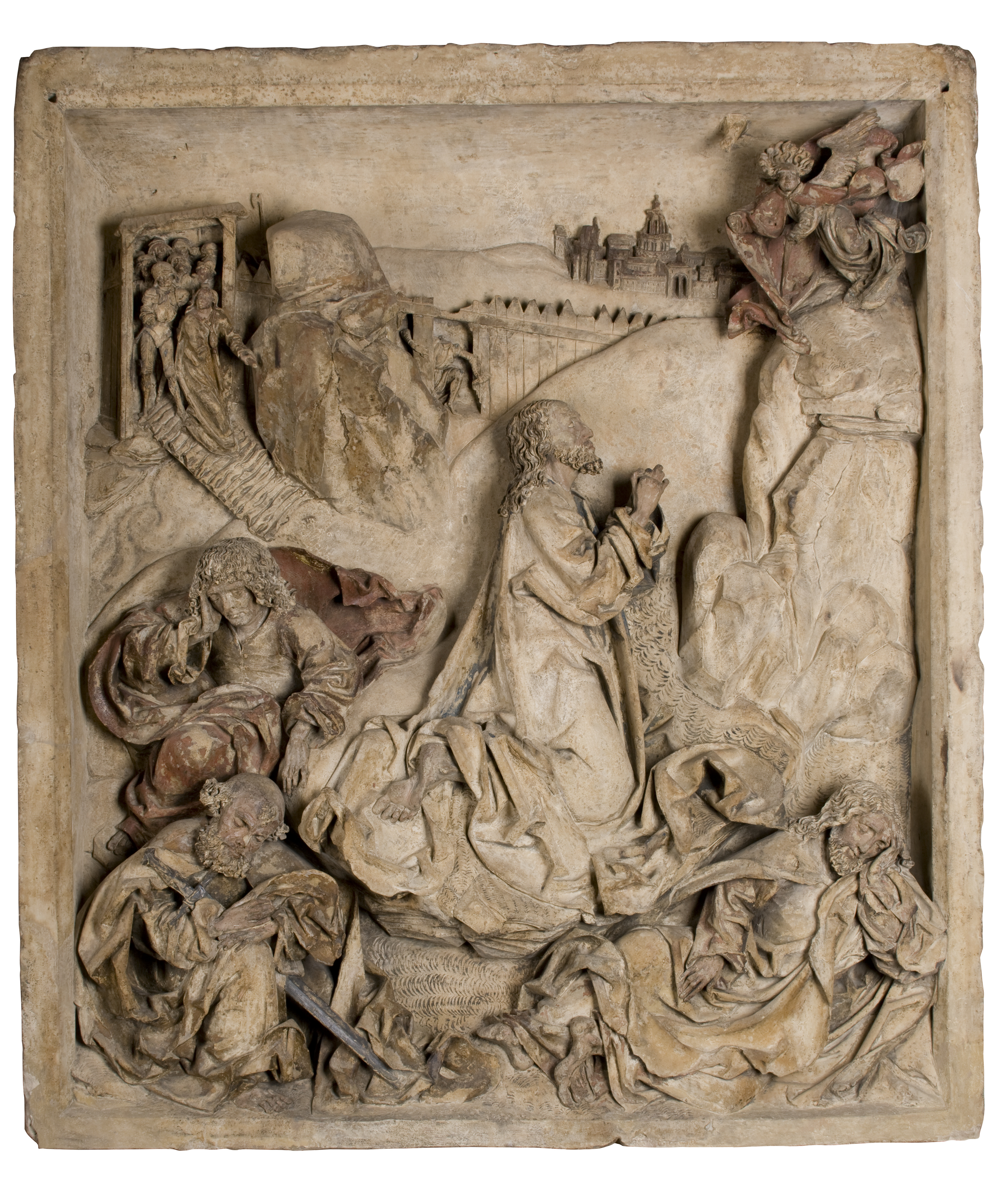
Lata 1480–1485. Wit Stwosz – Chrystus w ogrodzie Oliwnym. Muzeum Narodowe w Krakowie.
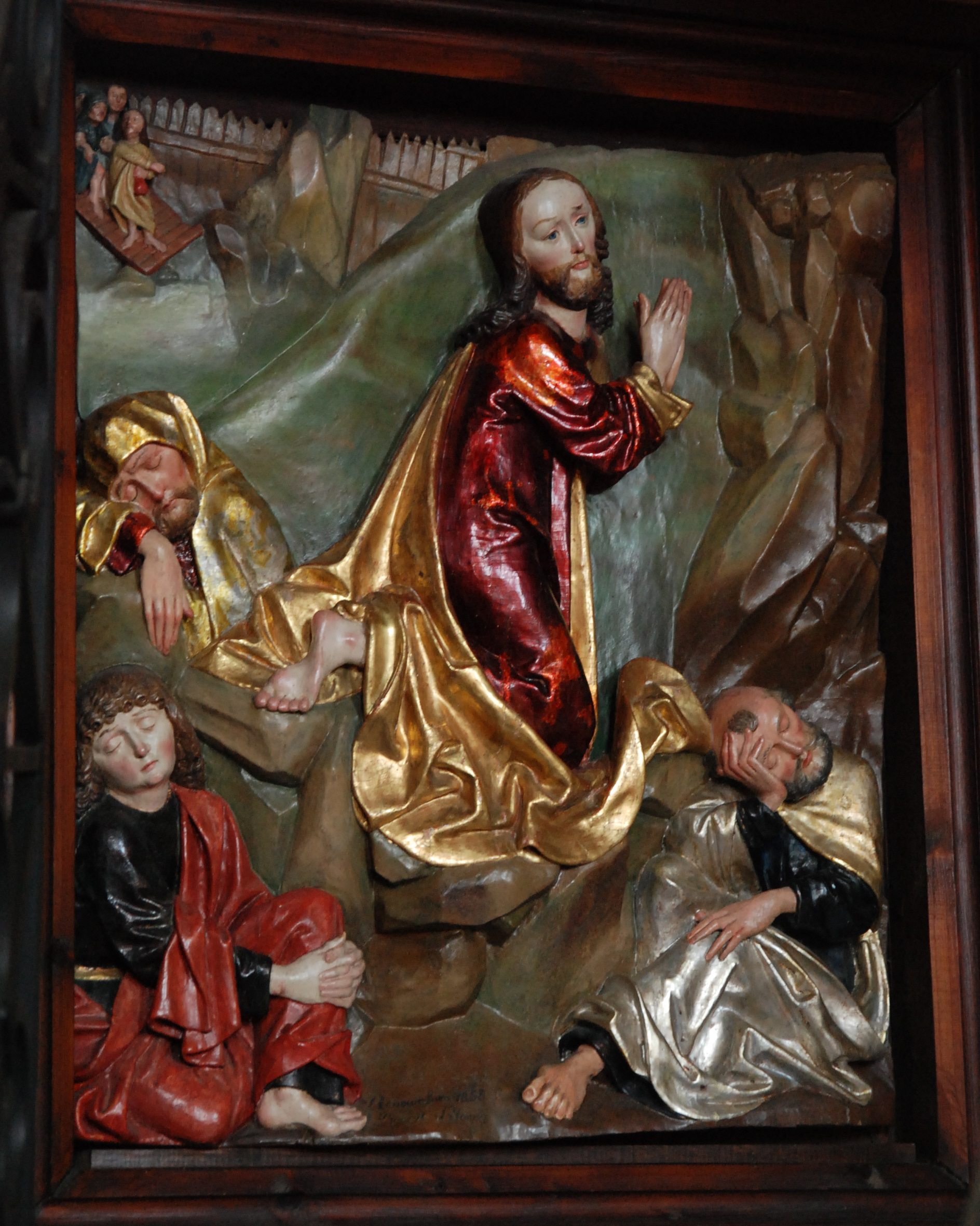
Około 1500 rok. Chrystus w ogrodzie Oliwnym, rzeźba z warsztatu Wita Stwosza. Kościół św. Jana Kantego w Stryszowie.
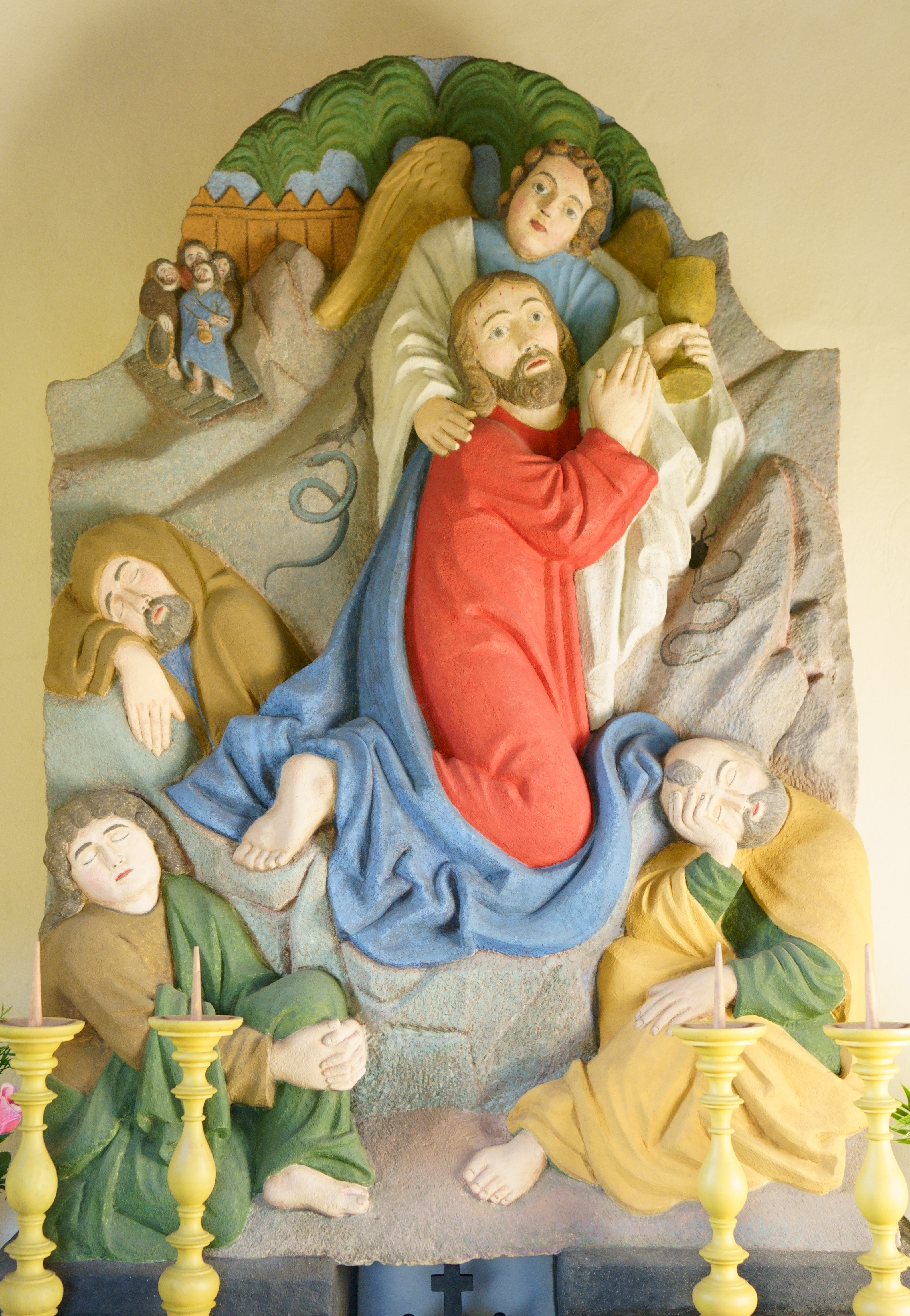
Początek XIX wieku. Płaskorzeźba Modlitwa w Ogrojcu. Kaplica pw. św. Antoniego w Stryszowie.